# Saksun község
Saksun község (feröeriül: Saksunar kommuna) egy megszűnt község Feröeren. Streymoy északi részén feküdt.

## Történelem
A község 1944-ben jött létre Haldarsvík és Saksun egyházközség szétválásával.
2005. január 1-jétől Sundini község része lett.

## Önkormányzat és közigazgatás

### Települések
| Település | Mióta a község része | Előző község                      | Meddig a község része | Következő község | Megjegyzés         |
| --------- | -------------------- | --------------------------------- | --------------------- | ---------------- | ------------------ |
| Saksun    | 1944                 | Haldarsvík és Saksun egyházközség | 2004. december 31.    | Sundini község   | A község székhelye |

## Népesség
| Év              | Lakosság |
| --------------- | -------- |
| 1986. január 1. | 25       |
| 1991. január 1. | 26       |
| 1996. január 1. | 32       |
| 2001. január 1. | 30       |